# FUMIYA FUJII SYMPHONIC CONCERT
『FUMIYA FUJII SYMPHONIC CONCERT』（フミヤ フジイ シンフォニック コンサート）は、藤井フミヤ初のライブ・アルバム。2014年9月24日に、ソニー・ミュージックアソシエイテッドレコーズからリリースされた。

## 概要
ソロデビュー20周年を迎えた2014年、フミヤが初めてフルオーケストラコンサートツアー『billboard classics FUMIYA FUJII PREMIUM SYMPHONIC CONCERT 2014』を開催。本作は最終日の兵庫県立芸術文化センターでの模様を収録した。
指揮・大友直人率いる、日本センチュリー交響楽団総勢64名のオーケストラサウンドで包み込み、臨場感に溢れる内容。 
初回生産限定盤と、通常盤の2形態で発売。3枚組の初回生産限定盤はコンサートの前半・後半合計全17曲を2枚のCDにコンプリート。ボーナス・トラック「ドヴォルザーク：交響曲8番第3楽章」を収録、本ライブを完全収録したDVD付。通常盤はボーナス・トラックを除く16曲。

## 収録曲

### 通常盤
1. Overture ～Another Orion～
2. TRUE LOVE
3. 君が僕を想う夜
4. Life is Beautiful
5. 地上にない場所
6. 鎮守の里
7. 大切な人へ
8. 夜明けの街
9. Another Orion
10. トワイライト
11. わらの犬
12. 愚か者の詩
13. なんかいいこと
14. ALIVE
15. Go the Distance
16. [Encore] 夜明けのブレス

### 初回生産限定盤

#### DISC 1
1. Overture ～Another Orion～
2. TRUE LOVE
3. 君が僕を想う夜
4. Life is Beautiful
5. 地上にない場所
6. 鎮守の里
7. 大切な人へ
8. 夜明けの街

#### DISC 2
1. ドヴォルザーク：交響曲8番第3楽章
2. Another Orion
3. トワイライト
4. わらの犬
5. 愚か者の詩
6. なんかいいこと
7. ALIVE
8. Go the Distance
9. [Encore] 夜明けのブレス

#### DVD
1. Overture ～Another Orion～
2. TRUE LOVE
3. 君が僕を想う夜
4. Life is Beautiful
5. 地上にない場所
6. 鎮守の里
7. 大切な人へ
8. 夜明けの街
9. ドヴォルザーク：交響曲8番第3楽章
10. Another Orion
11. トワイライト
12. わらの犬
13. 愚か者の詩
14. なんかいいこと
15. ALIVE
16. Go the Distance
17. [Encore] 夜明けのブレス